# استان روتانا
استان روتانا (به لاتین: Rutana Province) یکی از ۱۸ استان کشور بوروندی است.. استان روتانا ۱٬۹۵۹٫۴۵ کیلومتر مربع مساحت و ۳۳۳٬۵۱۰ نفر جمعیت دارد.